# RMS Moldavia

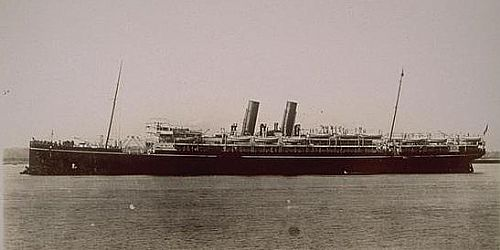
RMS Moldavia

RMS Moldavia a fost un vapor de pasageri al cărui proprietar era compania britanică P&O Line. A fost lansat la 28 martie 1903 și a străbătut ruta Anglia - Australia prin Canalul Suez. A fost cumpărat de către Marina britanică în 1915 și transformat într-un crucișător comerciant armat. A fost torpilat și scufundat pe 23 mai 1918 lângă Beachy Head, Canalul Mânecii de o singură torpilă lansată de către submarinul german UB-57. În momentul scufundării, nava era folosită ca transportator de trupe americane. Cincizeci și șase de soldați americani au murit în timpul scufundării.  